# Gare de Nishi-Hachiōji
La gare de Nishi-Hachiōji (西八王子駅, Nishi-Hachiōji-eki) est une gare ferroviaire de la ville de Hachiōji, dans la préfecture de Tokyo au Japon. Elle est exploitée par la compagnie JR East.

## Situation ferroviaire
La gare de Nishi-Hachiōji est située au point kilométrique (PK) 49,8 de la ligne Chūō.

## Histoire
La gare a été inaugurée le 1er avril 1939.

## Services aux voyageurs

### Accès et accueil
La gare dispose d'un bâtiment voyageurs, avec guichet, ouvert tous les jours.

### Desserte
- JC Ligne Chūō :
  - voie 1 : direction Takao
  - voie 2 : direction Shinjuku et Tokyo